# Marie Logoreci
Marie Logoreci z d. Curcija, pseud. „Tushi” (ur. 23 września 1920 w Szkodrze, zm. 19 czerwca 1988 w Tiranie) – albańska aktorka i wokalistka (sopran).

## Życiorys
Pochodziła z rodziny rzemieślniczej, była córką Paloka i Rosy. Szkołę średnią ukończyła w rodzinnej Szkodrze. Tam też związała się z amatorską grupą teatralną, w której debiutowała jako aktorka. W roku 1937 przeniosła się do Tirany, w tym czasie poślubiła Kole Logoreciego, młodego ekonomistę, który wrócił ze studiów w Wiedniu do rodzinnego kraju. W 1945 roku była jedną z pierwszych kobiet, które śpiewały w audycjach Radia Tirana. Śpiewała głównie pieśni partyzanckie i piosenki ludowe z okolic Szkodry. Jeden z jej koncertów radiowych trwał ponad 20 minut. Występowała także publicznie, w czasie koncertów rocznicowych i świątecznych. W 1947 po raz pierwszy rozpoczęła tournée po kraju, z serią koncertów w największych miastach. Równolegle kształciła się w stołecznym liceum artystycznym Jordan Misja, pod kierunkiem Jorgiji Truji.
W listopadzie 1947 wystąpiła na scenie Teatru Ludowego (alb. Teatri Popullor), odgrywając rolę Elwiry w Świętoszku Moliera. Sukces przedstawienia był tak duży, że Logoreci nie powróciła już do występów radiowych, poświęcając się całkowicie teatrowi. Związała się na stałe z Teatrem Ludowym, w którym występowała ponad 30 lat i zagrała 40 głównych ról w spektaklach. Poza dziełami dramaturgii albańskiej miała w swoim dorobku także rolę Gertrudy w Hamlecie (1960) i Tadrachowej w Moralności pani Dulskiej (1962). Występowała także w dramatach Brechta, Czechowa i Schillera.
Na dużym ekranie zadebiutowała w roku 1953 rolą w filmie Skanderbeg. Zagrała potem w ośmiu filmach fabularnych.
Zmarła na atak serca. Za swoją pracę została uhonorowana Orderem Pracy III klasy oraz tytułem Artist e Popullit (Artysty Ludu). W 1969 otrzymała Order Naima Frashëriego II klasy. W 2015 została odznaczona pośmiertnie Orderem Honor Narodu (Nderi i Kombit). Imię Marii Logoreci nosi jedna z ulic w tirańskiej dzielnicy Bathore.

## Filmografia
- 1953: Skanderbeg jako księżna
- 1957: Fëmijët e saj jako Fatima
- 1958: Tana jako matka Stefana
- 1963: Detyrë e posaçme (Zadanie specjalne) jako Lokja
- 1964: Toka jonë jako Lokja
- 1966: Oshëtime në bregdet (Szum morza) jako Resmija
- 1969: Njësiti guerril (Oddział partyzancki) jako matka
- 1973: Operacioni Zjarri (Operacja Ogień) jako Bardha
- 1976: Gjenerali i Ushtrisë së Vdekur
- 1978: Dollia e dasmës sime jako matka pana młodego
- 1978: Nga mesi i errësirës jako uczestniczka protestu
- 1978: Çeta e vogël jako Halle Dava